# Шагабань
Шагабань — деревня в Малмыжском районе Кировской области. Входит в состав Савальского сельского поселения. 

## География
Находится в правобережной части района на расстоянии примерно 9 километров по прямой на северо-запад от районного центра города Малмыж.

## История
Известна с 1926 года, когда в ней было учтено 9 дворов и 57 жителей (все татары). В 1950 году 29 дворов и 139 жителей. В 1989 году учтено 87 жителей.

## Население
Постоянное население  составляло 81 человек (татары 100%) в 2002 году, 62 в 2010.